# Astroloba corrugata
Astroloba corrugata ist eine Pflanzenart der Gattung Astroloba in der Unterfamilie der Affodillgewächse (Asphodeloideae). Das Artepitheton corrugata stammt aus dem Lateinischen, bedeutet ‚runzlig‘ und verweist auf das Aussehen der Blätter.

## Beschreibung

### Vegetative Merkmale
Die in der Regel aufrechten Laubblätter von Astroloba corrugata bilden fünf gerade Reihen oder sind selten ziegelförmig an den Trieben angeordnet. Die hell- bis dunkelgrüne Blattspreite ist 14 bis 25 Millimeter lang und 11 bis 18 Millimeter breit. Die Blattspitzen sind auswärts gebogen. Das aufgesetzte Spitzchen ist 0,4 bis 1 Millimeter lang. Warzen auf der Blattoberfläche sind immer vorhanden und tendenziell in Längslinien angeordnet. Die Warzen weisen einen Durchmesser von 0,5 Millimeter auf und sind von gleicher Farbe wie die Blattoberfläche.  

### Blütenstände und Blüten
Der nicht verzweigte Blütenstand ist eine lockerblütige Traube von 10 bis 43 Zentimetern Länge. Die weißen oder cremefarben, schwach rosafarben oder grünlich überhauchten Blüten stehen an 2 bis 9 Millimeter langen Blütenstielen und besitzen weißliche oder cremefarbene Zipfel. Ihre Mittelrippe ist grün und beige oder rosafarben überhaucht. Die Perigonröhre ist 7 bis 12 Millimeter lang und weist einen Durchmesser von 2,5 bis 3 Millimeter auf. Ihre Zipfel weisen eine Länge von etwa 1,5 bis 2 Millimeter auf. Das Gewebe auf beiden Seiten der äußeren Perigonblätter ist gelegentlich leicht aufgeblasen.

### Genetik
Die Chromosomenzahl beträgt {\displaystyle 2n=14}.

## Systematik und Verbreitung
Astroloba corrugata ist in der südafrikanischen Provinz Westkap verbreitet.
Die Erstbeschreibung durch Nicole L. Meyer und Gideon Francois Smith wurde 1998 veröffentlicht.
Synonyme sind Aloe aspera Salm-Dyck (1854, nom. illeg. ICBN-Artikel 53.1), Haworthia aspera (Salm-Dyck) Parr (1971, nom. illeg. ICBN-Artikel 53.1), Astroloba rugosa Roberts Reinecke (1965, nom. inval. ICBN-Artikel 29.1), Astroloba muricata L.E.Groen (1987, nom. inval. ICBN-Artikel 36.1) und Haworthia corrugata (N.L.Mey. & Gideon F.Sm.) M.Hayashi (2000).

## Nachweise